# Crematogaster microspina
Crematogaster microspina är en myrart som beskrevs av Menozzi 1942. Crematogaster microspina ingår i släktet Crematogaster och familjen myror. Inga underarter finns listade i Catalogue of Life.